# 张诒博
張和平（1988年9月4日—），本名張詒博，馬來西亞華裔流行創作歌手，出生於馬來西亞柔佛新山。

## 简介
2006年畢業於柔佛新山寬柔中學。
2010年畢業於新加坡管理學院。他獲得馬來西亞《 Astro新秀大賽2010》冠軍，也代表馬來西亞在香港無線電視TVB自辦的《TVB全球華人新秀歌唱大賽2010》獲得亞軍之後，簽約Astro中文藝人管理部，
2011年，與唱片公司偉思娛樂的合作下，發行首張個人EP《讀心術》，在馬來西亞得到相當的迴響。
2012年，與Joe曾耀祖接下《MyAstro至尊流行榜》助理主持的棒子。
2013年，由李偲菘譜曲和Peace張和平作詞，發行單曲《傻遊戲》。
2014年，與Astro中文藝人管理部和偉偲娛樂約滿，恢復自由身，並投身電台，成為馬來西亞電台MY (馬來西亞電台)兼職DJ。
2015年，擊敗陳珂冰，車志立，王明麗，林國偉等大馬歌手，在八度空間 (電視台)舉辦的第四季《中國好聲音》大馬海選中，成為唯一的優勝者，並代表馬來西亞出征。
2016年，發行單曲《和平分手》，紀錄自己的分手事蹟。
2017年，發行單曲《無所不在》，紀錄自己妹妹的感情生活之後，放棄電台的豐厚合約，定居台北，並與闊思音樂合作。
2018年，愛奇藝相中由他創作的歌曲，成為了電視劇《1006的房客》的插曲，發行單曲《逃不過》。同年，他簽約由符瓊音創立的首符娛樂和杰思國際娛樂，並更改藝名 - Peace張和平。
2019年，電影《火線行動》採用《敗者為王》成為電影推廣曲
2020年3月27日發行單曲《Change》，因為環境瞬息萬變，鼓勵大家從改變自己的思維模式、生活習慣、社交方式開始。
2020年5月21日發行單曲《放棄之前》，因為新冠病毒疫情，鼓勵大家在放棄之前，再一次找到當初勇敢踏出第一步的勇氣和堅持的理由。
2020年11月12日首張個人全創作專輯《放棄之前》，一共收錄7首全創作歌曲。

## 音乐作品/奖项
獎項
- 《Astro新秀大賽2010》冠軍
- 《TVB全球華人新秀歌唱大賽》亞軍
- 第九季《超級偶像》三週踢館魔王
- 第四季《中國好聲音》馬來西亞官方代表
- 2012年《娛協獎》入圍推薦新人獎
- 第三屆《MyAstro至尊流行榜頒獎典禮》－《MyAstro至尊金曲》（讀心術），《MyAstro至尊新人》
- 第四屆《MyAstro至尊流行榜頒獎典禮》－《MyAstro至尊金曲》（傻遊戲），《MyAstro至尊潛力全方位發展藝人獎》

創作作品
- 《平常心》- Kim林長金
- 《刷刷》- Meeia符瓊音
- 《寫真家》- Kelvin關楚耀
- 《快樂富豬》- UFM 100.3 DJ
- 《不安全感》- 劉恬君
- 《亞洲媽媽》- Meeia符瓊音
- 《痴心无名氏》- Ivy lee 艾薇（李艾薇）